# 2009-es országútikerékpár-világbajnokság
A 2009-es országútikerékpár-világbajnokságot, amely a 76. volt a sorban, az svájci Mendrisioban rendezték meg 2009. szeptember 23. és 27. között.

## Eseménynaptár
| ● | Selejtezők | ● | Döntők |

| szeptember              | 23 | 24 | 25 | 26 | 27 |
| ----------------------- | -- | -- | -- | -- | -- |
| férfi időfutam          |    | 1  |    |    |    |
| női időfutam            | 1  |    |    |    |    |
| férfi mezőnyverseny     |    |    |    |    | 1  |
| női mezőnyverseny       |    |    |    | 1  |    |
| férfi U23 időfutam      | 1  |    |    |    |    |
| férfi U23 mezőnyverseny |    |    |    | 1  |    |

## A magyar versenyzők eredményei
| Versenyző         | Versenyszám             | Helyezés |
| ----------------- | ----------------------- | -------- |
| Fejes Gábor       | Férfi U23 Időfutam      | 48.      |
| Cador Rida        | Férfi Időfutam          | 55.      |
| Madaras Zoltán    | Férfi Időfutam          | 62.      |
| Simon Balázs      | Férfi U23 mezőnyverseny | feladta  |
| Vígh Zoltán       | Férfi U23 mezőnyverseny | feladta  |
| Lovassy Krisztián | Férfi U23 mezőnyverseny | feladta  |
| Kusztor Péter     | Férfi mezőnyverseny     | feladta  |
| Cziráki István    | Férfi mezőnyverseny     | feladta  |
| Ivanics Gergely   | Férfi mezőnyverseny     | feladta  |

## Eredmények

### Férfiak
| Versenyszám                  | Arany                         | Arany    | Ezüst                                | Ezüst    | Bronz                             | Bronz    |
| ---------------------------- | ----------------------------- | -------- | ------------------------------------ | -------- | --------------------------------- | -------- |
| Időfutam (49,8 km)           | Fabian Cancellara · Svájc     | 57:55,74 | Gustav Larsson · Svédország          | +1:27,13 | Tony Martin · Németország         | +2:30,18 |
| Mezőnyverseny (262 km)       | Cadel Evans · Ausztrália      | 6:56:26  | Alekszandr Kolobnyev · Oroszország   | +27 mp   | Joaquim Rodríguez · Spanyolország | +27 mp   |
| U23 Időfutam (33,2 km)       | Jack Bobridge · Ausztrália    | 40:44,79 | Nelson Oliveira · Portugália         | +18,73   | Patrick Gretsch · Németország     | +27,66   |
| U23 Mezőnyverseny (179,4 km) | Romain Sicard · Franciaország | 4:41:44  | Carlos Alberto Betancourt · Kolumbia | +27 mp   | Jegor Szilin · Oroszország        | +27 mp   |

### Nők
| Versenyszám              | Arany                         | Arany    | Ezüst                       | Ezüst  | Bronz                       | Bronz  |
| ------------------------ | ----------------------------- | -------- | --------------------------- | ------ | --------------------------- | ------ |
| Időfutam (26,8 km)       | Kristin Armstrong · USA       | 35:26,09 | Noemi Cantale · Olaszország | +55,01 | Linda Villumsen · Dánia     | +58,25 |
| Mezőnyverseny (124,2 km) | Tatiana Guderzo · Olaszország | 3:33:25  | Marianne Vos · Hollandia    | +19 mp | Noemi Cantale · Olaszország | +19 mp |

|          | Nemzet        | Arany | Ezüst | Bronz | Összesen |
| 1.       | Ausztrália    | 2     | 0     | 0     | 2        |
| 2.       | Olaszország   | 1     | 1     | 1     | 3        |
| 3.       | Franciaország | 1     | 0     | 0     | 1        |
| 3.       | Svájc         | 1     | 0     | 0     | 1        |
| 3.       | USA           | 1     | 0     | 0     | 1        |
| 6.       | Kolumbia      | 0     | 1     | 0     | 1        |
| 6.       | Hollandia     | 0     | 1     | 0     | 1        |
| 6.       | Portugália    | 0     | 1     | 0     | 1        |
| 6.       | Svédország    | 0     | 1     | 0     | 1        |
| 11.      | Németország   | 0     | 0     | 2     | 2        |
| 12.      | Dánia         | 0     | 0     | 1     | 1        |
| 12.      | Spanyolország | 0     | 0     | 1     | 1        |
| Összesen | Összesen      | 6     | 6     | 6     | 18       |

## Külső hivatkozások
- Nemzetközi Kerékpáros Szövetség (UCI)